# Juan Ochoa López
Juan Ochoa López (Lima, 1965-Lima, 2020) fue un periodista y escritor peruano.

## Biografía
Nació en 1965 en Lima. Fue hijo de Juan Ochoa y Yolanda López Pozo. Su madre fue prima hermana de José María Arguedas. En la década de 1980, trabajó en el diario Expreso. Debido a la Década perdida, a finales de la década de 1980 migró a Chile. En aquel país, obtuvo el segundo lugar en el Concurso de Ensayo Gabriela Mistral en 1989, además trabajó en Radio Cooperativa. A su retorno al Perú, ganaría el Premio de Cuentos por la Paz en el año 1992. En 1994, obtuvo el Premio Nacional de Periodismo La Marinera Peruana de Trujillo.
En el año 2001, trabajó en el programa Reportaje al Perú, programa del que fue uno de los fundadores. Para el año 2009, sería finalista del Concurso de Cuentos por los Derechos Civiles celebrado en España. En el año 2011, ganó el Concurso Hispanoamericano de Ensayos Independencia de Cartagena de Indias. Trabajó en el semanario Minas y Petróleo y en la revista Así de claro, además de publicar artículos para el diario Ojo. En el año 2013, obtendría el Premio de Novela Corta Julio Ramón Ribeyro del Banco Central de Reserva del Perú.
Falleció en el año 2020, víctima del COVID-19.

## Libros
- Ewankaro Kashiri (año).[3]

- Lupuna (año).[3][8]
- El amor empieza en la carne (año).[6]